# 尼羅野鯪
尼羅野鯪，為輻鰭魚綱鯉形目鯉科的其中一個種，於1758年由卡尔·林奈命名及描述。該物種主要分布於非洲尼羅河流域，體長可達47公分。

## 扩展阅读
維基物種上的相關：尼羅野鯪